# Râul Pleșa, Meleș
Râul Pleșa este un curs de apă, afluent al Meleșului. 